# Vsevolod Kniaziev
Vsevolod Serhiiovych Kniaziev (en ukrainien : Всеволод Сергійович Князєв ; né le 25 mai 1979 à Mykolaïv), est un juge ukrainien exerçant les fonctions de président de la Cour suprême du 1er décembre 2021 au 16 mai 2023. Il est membre de droit du Conseil supérieur de la justice et juge de la Grande Chambre de la Cour suprême. Il est arrêté le 15 mai 2023 au motif qu'il aurait reçu un pot-de-vin. Il est démis de ses fonctions de président de la Cour suprême le 16 mai 2023.

## Biographie
Kniaziev grandit à Mykolaïv. Il est diplômé de l'Institut humanitaire de Mykolaïv de l'Université technique maritime d'État d'Ukraine et de l'Université nationale de l'Académie de droit d'Odessa. En 2001, il est juridiquement habilité à exercer des fonctions judiciaires. Il obtient son doctorat en droit en 2011. Il est professeur en 2014, agrégé en droit en 2021.

## Carrière juridique
Kniaziev travaille comme conseiller juridique, chargé de cours à l'Université nationale de construction navale amiral Makarov et avocat.
En 2013, il est juge au tribunal administratif du district de Mykolaïv et, en 2015, il est nommé président du tribunal.
Il est juge à la Cour administrative de cassation au sein de la Cour suprême créée après la réforme de 2016. Le 12 décembre 2017, Vsevolod Kniaziev est élu secrétaire de la Grande Chambre de la Cour suprême. Le 22 octobre 2021, le plénum de la Cour suprême élit au scrutin secret Kniaziev comme nouveau président de cette institution.

## Affaire de corruption
Le 15 mai 2023, sur ordre du Bureau national de lutte contre la corruption d'Ukraine et du Bureau du procureur spécialisé dans la lutte contre la corruption, Kniazev est arrêté pour avoir reçu un pot-de-vin . La corruption porterait sur 2,7 millions de dollars (2,5 millions d’euros). Le lendemain, une session plénière de la Cour suprême lui retire sa confiance et le démet de ses fonctions de président de la Cour suprême.

## Vie privée
Kniaziev a épousé Yuliia, qui est notaire privée, avec qui il a une fille, Viktoriia et un fils, Volodymyr.